# Kaiserwinkel
Kaiserwinkel ist ein Dorf und Ortsteil der Gemeinde Parsau im Landkreis Gifhorn in Niedersachsen. Der Ortsteil hat 94 Einwohner.

## Geographie
Der Ort liegt zwischen dem gemeindefreien Gebiet Giebel und der ehemaligen innerdeutschen Grenze nach Sachsen-Anhalt. Südöstlich des Ortes erstreckt sich das zum Drömling gehörende, 317 Hektar große Naturschutzgebiet Kaiserwinkel; südlich, westlich und nordwestlich schließt sich das 519 Hektar messende NSG Schulenburgscher Drömling an. Weiter südwestlich und westlich liegt das 670 Hektar große, waldbestandene NSG Giebelmoor.

## Geschichte

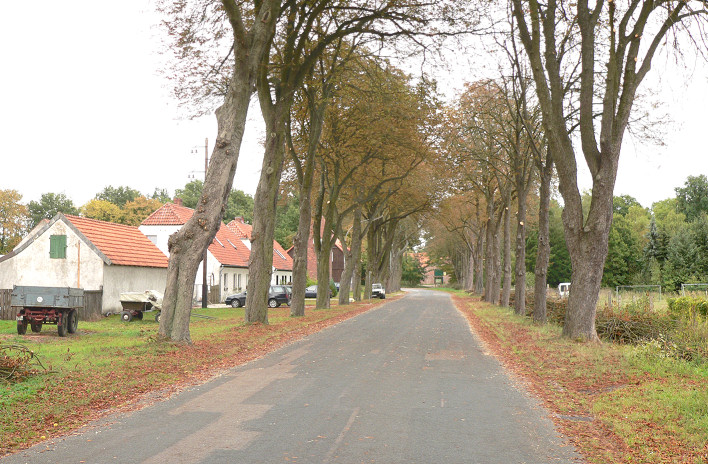
Südliche Ortseinfahrt

Die auf der Wolfsburg sitzenden Grafen von der Schulenburg als Grundherren richteten den Ort im 18. und 19. Jahrhundert ein, beginnend mit dem Bau eines Forsthauses. Als Wald in Ackerfläche umgewandelt wurde, entstand daraus ein Gutsbetrieb. Der Ortsname beruht auf einem hier ansässigen Köhler, der den Familiennamen „Kaiser“ trug. Der Zusatz „Winkel“ ergab sich aus der abgelegenen Lage der Ansiedlung, die nur von Norden aus erreichbar war. Nördlich von Kaiserwinkel entstanden ab 1870 einige weitere Wohnhäuser, die unter Kolonie Guleitz firmieren und heute zu Kaiserwinkel gehören.
Einige Kilometer nördlich von Kaiserwinkel wurde 1961 Kurt Lichtenstein beim Versuch, mit Landarbeitern der DDR zu sprechen, von DDR-Grenztruppen erschossen. Die innerdeutsche Grenze verlief bis zu ihrer Aufhebung 1990 unmittelbar nordöstlich des Ortsteils.
Am 1. Juli 1972 wurde Kaiserwinkel in die Gemeinde Parsau eingegliedert. Die Gemeinde Parsau gehörte fortan zur Samtgemeinde Rühen und zum Landkreis Gifhorn. Am 1. März 1974 wurde die Samtgemeinde Rühen aufgelöst. Am 15. März 1974 beschloss die Gemeinde Parsau, sich der Samtgemeinde Brome anzuschließen.

## Sonstiges
Kaiserwinkel ist über Kreisstraßen von Giebel und Zicherie erreichbar. Die Straße nach Jahrstedt ist nicht für den öffentlichen Verkehr bestimmt.
Der Ort gehört zur evangelisch-lutherischen Kirchengemeinde Brome I, nicht zur Kirchengemeinde Parsau.